# Serge Gainsbourg
Serge Gainsbourg, ursprungligen Lucien Ginsburg, född 2 april 1928 i Paris, död 2 mars 1991 i Paris, var en fransk sångare, kompositör, författare och poet.

## Biografi

### Tidiga år
Gainsbourg föddes i Paris och var son till de ukrainsk-judiska invandrarna Joseph Ginsburg (född 28 december 1898 i Kharkov, död 1971) och Olga, född Bessman (född 1894, död 1985), som hade flytt till Paris efter ryska revolutionen. Fadern var en klassiskt tränad musiker som försörjde sig på att spela piano på kabaréer och kasinon. Han lärde sina barn att spela piano.
Gainsbourgs barndom präglades av den nazistiska ockupationen av Frankrike. Familjen lyckades fly från Paris till Limoges, som lydde under Vichyregeringen, en riskabel tillflyktsort för judar. Efter kriget bodde Gainsbourg utanför Paris, i Le Mesnil-le-Roi, där han arbetade på en skola och undervisade i konst och musik. Skolan kom till på initiativ av rabbiner för föräldralösa barn till judar som deporterades till lägren. Han flyttade tillbaka till Paris och försökte sig på konstbanan men försörjde sig genom att spela piano på barer.

### Privatliv
Han gifte sig med Lize Levitsky  1951 och de skilde sig 1957.  1964 gifte han sig med Françoise-Antoinette (Béatrice) Pancrazzi , med vilken han fick två barn: Natacha (född 1964) och Paul (född 1968). De skilde sig 1966. I slutet av 1967 inledde han ett kort men passionerat förhållande med skådespelerskan Brigitte Bardot och han dedicerade sången och albumet Initials BB till henne.
Gainsbourg träffade den brittiska skådespelerskan och sångerskan Jane Birkin 1968. Med henne fick han dottern Charlotte Gainsbourg. Birkin lämnade Gainsbourg 1980.

### Karriär
Serge Gainsbourg är en av de mest betydande franska populärmusikerna i sin generation. Med ursprung i fransk varieté och chanson började han tidigt att blanda friskt med influenser från jazz, bossa nova, rock, funk och på 1970-talet också reggae. 
Han skrev många sånger till andra franska artister, som exempelvis Françoise Hardy, France Gall och Brigitte Bardot. Bardot sjöng de typiska 1960-talspoplåtarna Harley Davidson, Bonnie and Clyde, Initials BB och Comic Strip.
Gainsbourgs internationella inflytande på populärmusikens utveckling framgår bland annat av hyllningar från artister som Jarvis Cocker (från gruppen Pulp) och Beck. Jarvis Cocker medverkar också tillsammans med bland annat Jane Birkin på ett engelskspråkigt hyllningsalbum Monsieur Gainsbourg Revisited från 2006. 

#### Kontroversiella texter
Sin internationella berömmelse fick Gainsbourg främst genom sina för sin tid provokativa och sexuellt utmanande texter. Hans mest kända låt "Je t'aime... moi non plus", som han sjöng in tillsammans med Jane Birkin 1969 (en tidigare version med Brigitte Bardot släpptes på hennes order först 1986). I Sverige var låten bannlyst på Sveriges Radio, men nådde ändå förstaplatsen på försäljningslistan Kvällstoppen under åtta veckor hösten 1969. Den blev också en hit i en instrumental version av gruppen Sounds Nice. En annan sexuellt utmanande låt var 69 Année érotique (också den med Jane Birkin 1969). Vidare kan nämnas Mon légionnaire samt Kiss Me Hardy, vilka båda handlar om homosexuell kärlek praktiserad av män.
1979 spelade han in en egen och mycket kontroversiell tolkning av den franska nationalsången, Marseljäsen, kallad Aux Armes et cetera vilket betyder ungefär "Till vapen o.s.v", en parodi på en av de mest kända stroferna i texten som går Aux Armes citoyens (Till vapen, medborgare). Dessutom var den traditionella militärmusiken utbytt mot reggaemusik och bakgrundskören bestod av jamaicanska kvinnor. Detta orsakade en stor kontrovers och moralpanik i Frankrike och röster höjdes för att förbjuda sången. Gainsbourg avfärdade protesterna med orden "Folk har ingen humor" och hävdade att han återgett den revolutionära kampsången dess ursprungliga mening. När franska fallskärmsjägare skulle protestera mot sången vid en konsert mötte Gainsbourg detta med att helt sonika bjuda upp till högtidlig allsång a cappella så att dessa tvingades stå givakt och göra honnör inför Gainsbourg (de jamaicanska körsångarna hade av säkerhetsskäl fått ta ledigt).
1986 gjorde han Lemon Incest, som han sjöng med sin dotter Charlotte. Den kritik som han fick då han sjöng "incestlåten" avfärdade han med att han i en textrad sjunger om "l'amour que nous ne ferons jamais ensemble" (fritt översatt: "den kärlek vi aldrig kommer att utöva tillsammans"). Gainsbourg försvarade sig vidare med att han "poetiskt gestaltade den fasa den åldrande mannen erfar inför denna förbjudna åtrå".

#### Kontroversiella TV-framträdanden
Gainsbourg gjorde under sina sista år ibland spektakulära framträdanden i TV. 1984 brände han en 500-francssedel för att pedagogiskt förklara hur mycket skatt han tvingades att betala. En annan gång var han i en TV-soffa med den amerikanska sångerskan Whitney Houston. Gainsbourg, uppenbart berusad, tafsade henne i håret och småpratade med henne. Plötsligt blev Houston högröd i ansiktet när Gainsbourg efter ett par komplimanger plötsligt sade "I would like to fuck you". Programledaren försökte rädda situationen genom att säga att Gainsbourg var berusad. När programledaren vägrade att översätta till franska för publiken gjorde Gainsbourg det själv.

#### Filmskapare
Gainsbourg var även filmskapare och regisserade bl.a. två kontroversiella filmer; Charlotte Forever och Je t'aime moi non plus. Charlotte Forever spinner vidare på incesttemat, och Je t'aime moi non plus beskrevs av Svenska Filminstitutet:s Cinemateket med texten "Två homosexuella sopåkare träffar kortklippt servitris på långtradarfik".

#### Eurovision Song Contest
Serge Gainsbourg deltog som låtskrivare tre gånger i Eurovision Song Contest med betydande framgångar.
Första gången var i Neapel 1965 för Luxemburg med bidraget Poupée de cire, poupée de son som framfördes av France Gall och vann tävlingen.
Nästa gång tävlade han för Monaco 1967. Bidraget hette Boum-badaboum och sjöngs av Minouche Barelli och nådde femte plats.
1990 tävlade han för tredje och sista gången då han skrev texten till det franska bidraget White and Black Blues som sjöngs av Joëlle Ursull och nådde en hedervärd andraplats.

### Död

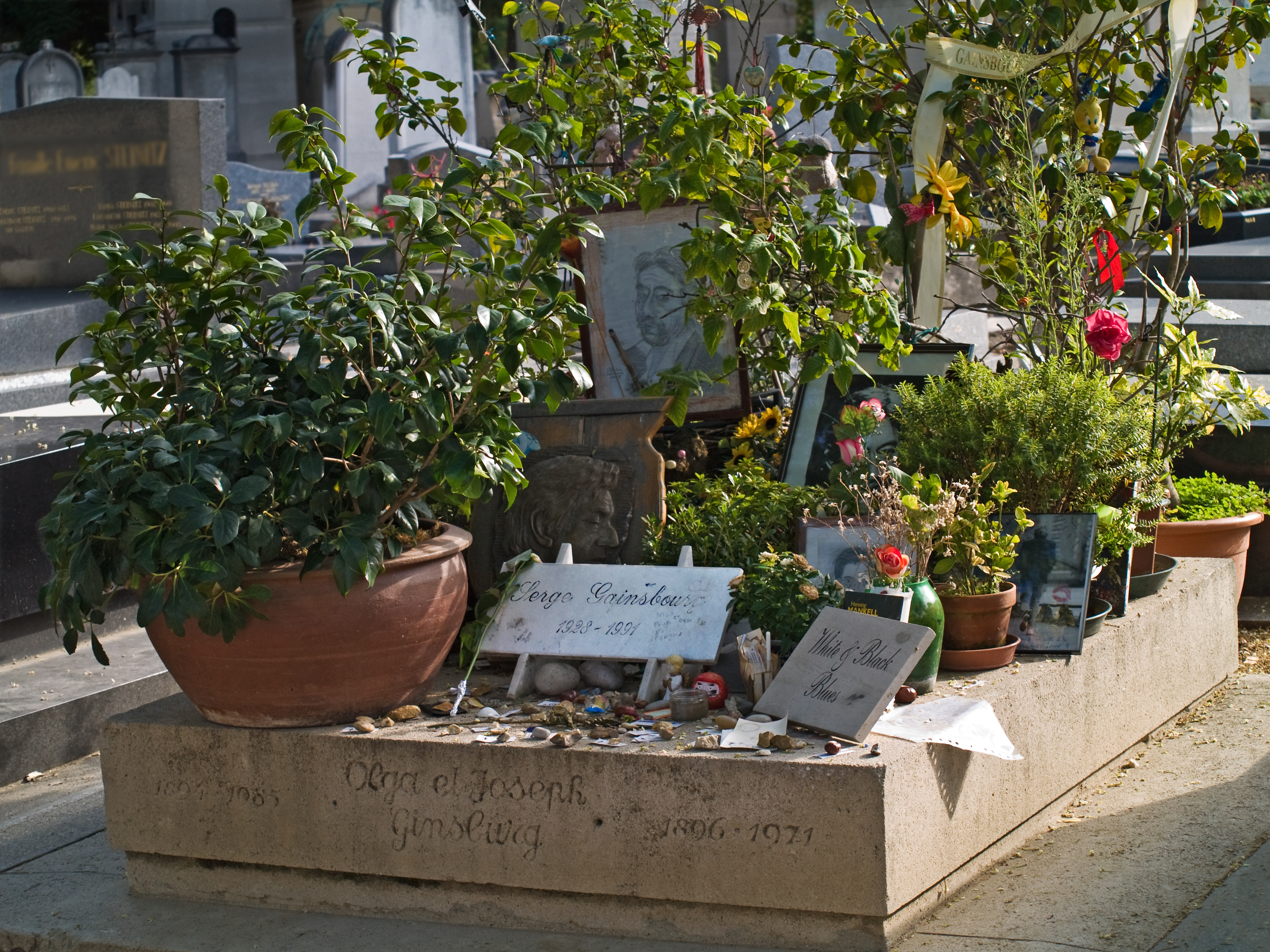
Serge, Olga och Joseph Gainsbourgs grav.

Gainsbourg dog 1991 av en hjärtattack och begravdes på den judiska begravningsplatsen på Montparnassekyrkogården i Paris. Den franske presidenten François Mitterrand sade om honom: "Han var vår Baudelaire, vår Apollinaire... Han lyfte sången till en konstnärlig nivå". Hans hem på Rue de Verneuil är idag fullt av graffiti och dikter och huset sköts av hans dotter Charlotte.

## Eftermäle
Asteroiden 14600 Gainsbourg är uppkallad efter honom.

## Diskografi

### Album
- 1958: Du chant à la une
- 1959: Disque N°2
- 1961: L'Étonnant Serge Gainsbourg
- 1962: Disque N°4
- 1963: Gainsbourg Confidentiel
- 1964: Gainsbourg Percussions
- 1967: Anna
- 1968: Gainsbourg & Brigitte Bardot: Bonnie & Clyde
- 1968: Gainsbourg & Brigitte Bardot: Initials B.B.
- 1968: Ce Sacré Grand-Père
- 1969: Jane Birkin/Serge Gainsbourg
- 1970: Cannabis
- 1971: Histoire de Melody Nelson
- 1973: Vu de l'extérieur
- 1975: Rock Around the Bunker
- 1976: L'Homme à tête de chou
- 1977: Madame Claude
- 1979: Aux armes et cætera
- 1980: Enregistrement public au Théâtre Le Palace (live)
- 1981: Mauvaises nouvelles des étoiles
- 1984: Love On the Beat
- 1985: Serge Gainsbourg live (Casino de Paris)
- 1987: You're Under Arrest
- 1988: Le Zénith de Gainsbourg (live)
- 1989: De Gainsbourg à Gainsbarre (box)